# 2987 Sarabhai
2987 Sarabhai eller 4583 P-L är en asteroid i huvudbältet som upptäcktes den 24 september 1960 av den nederländsk-amerikanske astronomen Tom Gehrels och det nederländska astronomparet Ingrid van Houten-Groeneveld och Cornelis Johannes van Houten vid Palomarobservatoriet. Den är uppkallad efter Vikram Sarabhai.
Asteroiden har en diameter på ungefär 17 kilometer.